# Alois Hokeš
Alois Hokeš (10. dubna 1875 Kokořín,[zdroj?] okres Mělník –  16. srpna 1930 Liberec) první český kapelník a učitel hudby na Liberecku v těžkých dobách národního útisku.

## Biografie
Narodil se jako osmé z devíti dětí do rolnické rodiny. Ve dvou letech přišel o matku.  
Dne 4. září 1897 se v kostele Nalezení sv. Kříže v Liberci oženil s libereckou rodačkou Marií Hrdinovou, s níž měl dva syny, staršího Aloise (*10. dubna 1904) a mladšího Josefa (*17. srpna 1909). 
V roce 1924  koupil hudební závod W. J. Finkeho v Železné ul. 14 a spojil ho se svým obchodem s hudebními nástroji a dílnou v Barvířské ul. 21. V obchodě prodával housle, mandolíny, smyčce, čela, dechové nástroje, gramofony, desky, jehly. Dům v roce 1928 celkově přestavil a až do své smrti v něm bydlel, vyučoval a prodával. Zemřel v sobotu 16. srpna 1930 po zásahu mrtvice ve věku 55 let. Jaké lásce české menšiny se těšil, dokázala ohromná účast českého lidu, který jej doprovázel na jeho poslední cestě. V Široké ulici u domu smutku se seřadil mohutný průvod. Když ho vynášeli naposledy v rakvi z jeho domu, zahrála jeho kapela píseň Zahučely hory – zahučely lesy. Mohutný průvod za zvuků dvou kapel vyprovázel naposledy prvního českého kapelníka do liberecké krematoria. Za celou českou menšinu se proslovem rozloučil starosta Růžodolu Josef Votoček a promluvilo také mnoho dalších významných řečníků. Urna s jeho popelem byla ale za druhé světové války rozmetána při bombovém útoku.
Byl členem mnoha spolků jako např. Česká beseda, Česká strana národně sociální, Dobročin, předsedou Hudebního podporujícího a zpěvného spolku, předsedou spolku Českých majitelů domů a nemovitostí.
Během let se stal v české menšině významnou osobností, řeční například při pietní akci v roce 1924, jejíž součástí bylo i odhalení pamětní desky na domě MUDr. Václava Šamánka.

## Kapela
Ve čtrnácti letech přichází jako elév k 36. pěšímu vojenskému pluku v Mladé Boleslavi, kde se připravuje na službu vojenského hudebníka. Pluk je o tři roky později přeložen do Liberce. Z vojenského svazku odchází v roce 1895 ve svých devatenácti letech ze zdravotních důvodů. 
Získává živnostenský list a zakládá ze sexteta první český hudební sbor (Hokešovu kapelu). Hokešova kapela má v r. 1921 již 32 členů (flétnu, klarinety, trumpety, trombón, lesní rohy, primy, sekund, violu, kontrabas, bicí). V jeho kapele hraje na kontrabas i Jan Vacek (otec později známého skladatele národního umělce Karla Vacka) a otec Jaroslava Řídkého na flétnu a housle.
Za německo-nacionálích bojů v 90. letech se rozléhala před radnicí jeho česká hudba, zvláště pak skladba V Liberci máme doktora. Hokešova kapela hraje pouze česky tehdy v převážně německém Liberci. Vystupuje v České besedě; hostinci Prátr ve Zhořelecké ulici (dnešní Malé Divadlo) oblíbeném místě libereckých Čechů, kde se od r. 1903 každou neděli hrálo i divadlo a po představení se tančilo právě při hudbě Aloise Hokeše; v zahradě Kolosea při každoroční české pouti; v hospodě U Votočků v Růžodole, U Dubu i na sokolských slavnostech; poutích a dalších veřejných akcích, pořádaných pro českou menšinu.
Pod vedením Aloise Hokeše kapela hrála celkem 35 let, po jeho smrti převzal vedení dirigent Antonín Špička a další.

## Pedagogická činnost
Alois Hokeš se věnoval i hudební výuce. Byl prvním učitelem na flétnu a housle Jaroslava Řídkého, jako honorář mu matka Řídkého prala prádlo (uvedeno v novinách Vpřed 15. srpna 1986). Byl jeho pilným, nadaným, nejlepším žákem. Svěřoval mu veškerou přípravu i přepravu hudebních nástrojů a not.

## Ulice v Liberci
Od 28. října 1945 je na jeho počest pojmenována jedna z libereckých ulic v liberecké čtvrti Růžodol (Liberec XI), která se původně jmenovala Bürgergasse po významném libereckém staviteli Adolfu Bürgerovi.